# Gunillaea emirnensis
Gunillaea emirnensis là loài thực vật có hoa trong họ Hoa chuông. Loài này được (A.DC.) Thulin mô tả khoa học đầu tiên năm 1974.